# Conrad S. Babcock, Jr.

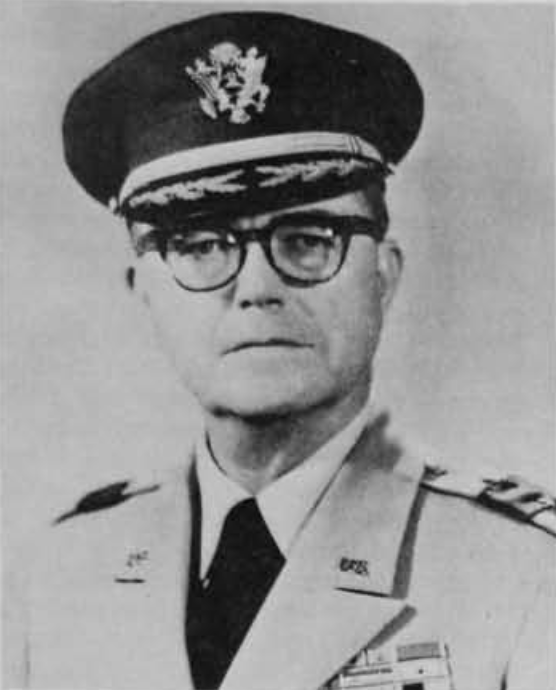
Conrad S. Babcock, Jr. – amerikanischer Offizier, Generalmajor der US-Army

Conrad Stanton Babcock Jr. (* 12. Januar 1904 in Fort Leavenworth, Kansas; † 10. März 1979 in Carmel-by-the-Sea, Monterey County, Kalifornien) war ein Generalmajor der United States Army. Er war unter anderem Kommandeur der 2. Panzerdivision.
Conrad Babcock, der auch unter den Namen Stanton Babcock bekannt war, entstammte einer Familie mit militärischer Tradition. Sowohl sein Vater Conrad S. Babcock Sr. (1876–1850) als auch sein Großvater John Breckenridge Babcock (1843–1909) waren Offiziere des US-Heeres im Generalsrang. Seine Mutter war Marion Eells.
In den Jahren 1921 bis 1925 durchlief der jüngere Babcock die United States Military Academy in West Point. Nach seiner Graduation wurde er als Leutnant der Kavallerie zugeteilt. In der Armee durchlief er anschließend alle Offiziersränge vom Leutnant bis zum Zwei-Sterne-General.
Babcock diente zunächst in einigen Kavallerieeinheiten und absolvierte die Cavalry School in Fort Riley in Kansas. Er war ein leidenschaftlicher und begeisterter Reiter und schaffte den Sprung in die amerikanische Reitermannschaft für die Olympischen Sommerspiele 1936 in Berlin.
Im Lauf seiner militärischen Karriere absolvierte Babcock den für Offiziere in den entsprechenden Rangstufen üblichen Dienst in verschiedenen Einheiten und Standorten. Dazu gehörten auch Aufgaben als Stabsoffizier in verschiedenen Hauptquartieren. Zum Zeitpunkt des amerikanischen Eintritts in den Zweiten Weltkrieg am 7. Dezember 1941 war er Militärattaché an der amerikanischen Botschaft in Tokio. Dort wurde er von den Japanern gefangen genommen und bis Ende 1942 interniert. Dann durfte er in die Vereinigten Staaten zurückkehren. Im Jahr 1944 gehörte er dem Stab der Joint Chiefs of Staff an und im Jahr 1945 nahm er an der Schlacht um Okinawa teil, wobei er schwer verwundet wurde. Aufgrund seiner Verwundung konnte er im weiteren Kriegsverlauf nicht mehr eingesetzt werden.
Im Jahr 1951 war Babcock Vertreter des Verteidigungsministeriums bei den Friedensverhandlungen mit Japan, die von John Foster Dulles geleitet wurden. Anschließend gehörte er bis 1954 der amerikanischen Delegation bei der UNO an. Im Jahr 1954 erreichte er mit seiner Beförderung zum Brigadegeneral die Generalsränge. Zwei Jahre später wurde er zum Generalmajor befördert. Zur Zeit seiner Beförderung zum Brigadegeneral im Jahr 1954 war er Stabsoffizier bei der in Südkorea stationierten 7. Infanteriedivision.
Anschließend war Babcock Berater der amerikanischen Delegation bei der UNO (Counselor of mission United States Mission to United Nations). Es folgte eine Versetzung zur 2. Panzerdivision, die in jener Zeit wieder in Deutschland stationiert war. Dort war Babcock in den Jahren 1955 und 1956 Stabsoffizier und zwischen dem 5. April 1956 und dem 1. Juni 1957 Divisionskommandeur. Wenig später wurde die Division zum damaligen Fort Hood, dem heutigen Fort Cavazos, zurückverlegt. Anschließend leitete Babcock bis 1959 die militärische Beratergruppe in Frankreich (Chief Military Assistance Advisory Group). Danach erhielt er bis 1960 das Kommando über das VIII. Korps. Seine letzte militärische Aufgabe war die des Leiters des United States Weapons Development Teams bei der NATO mit Sitz in Paris. Im Jahr 1961 schied er aus dem aktiven Militärdienst aus.
Nach seiner Pensionierung arbeitete Babcock in verschiedenen Funktionen bis 1976 für das Stanford Research Institute in Menlo Park in Kalifornien. Er verbrachte seinen Lebensabend zusammen mit seiner Frau Jadwiga Florence Noskowiak (1903–2000) in Carmel-by-the-Sea, wo er am 10. März 1979 starb.

## Orden und Auszeichnungen
Conrad Babcock erhielt im Lauf seiner militärischen Laufbahn unter anderem folgende Auszeichnungen:
- Legion of Merit
- Bronze Star Medal
- Purple Heart